# معرفية
المعرفية (Cognitivism) في علم النفس عبارة عن إطار نظري لفهم الذهن. لقت هذه النظرية القبول في خمسينات القرن العشرين، وكانت كرد فعل تجاه المدرسة السلوكية، والتي قال عنها المعرفيون أنها أهملت شرح المعرفة.
يهتم علم النفس المعرفي بأسلوب معالجة المعلومات، والذي تطور من الأساليب التقليدية في التحقق من الأفكار وفي معالجة المشاكل.
اعترف السلوكيون بوجود التفكير، ولكنهم صنفوه على أنه سلوك، في حين حاجج المعرفيون أن الأسلوب الذي يفكر فيه الناس هو الذي يترك تأثيرًا على سلوكهم، وبالتالي لا يمكن أن يكون سلوكاً في حد ذاته. احتج المعرفيون لاحقاً أن التفكير أساسي لعلم النفس، بحيث ينبغي أن يكون لدراسة التفكير فرعها الخاص بها. يفترض المعرفيون جدلاً أن هناك نوع محدد من النشاط الذهني للعقل. هذا الافتراض طور لاحقاً من قبل أنصار النظرية الحاسوبية.

## التعريف
تُعرّف المعرفية على أنها الفرع من علم النفس الذي يركز على دراسة العمليات الذهنية العقلية، والذي يتضمن معرفة كيف يفكر الناس، وكيف يدركون ويتذكرون ويحلون مشاكلهم، وكيف يوجهون انتباههم إلى أحد المحفزات أو المنبهات دون الآخر. تقوم المعرفية بمقارنة وإظهار التباين بينها وبين المدرسة السلوكية، والتي تركز بدورها على السلوك الظاهري الملاحظ. تتعلق المعرفية بالذكاء الاصطناعي من حيث الاهتمام بكيفية معالجة المعلومات، مما أدى إلى التأثير بشكل كبير على نظام التعليم.

## التنمية المعرفية
تسمى عملية استيعاب وتوسيع مدانا الفكري بالتنمية المعرفية. نحن نمتلك بنيةً فيزيولوجية معقدة تستقبل منبهات متنوعة من المحيط، تكوّن هذه المنبهات التفاعلات القادرة على إنتاج المعرفة والمهارات، ينتهج الآباء المعرفة بطريقة غير رسمية في المنزل بينما ينتهجها المعلمون بطريقة رسمية في المدارس. يجب أن يسعى الفرد إلى المعرفة بكثير من الرغبة والحماس، وإن لم توجدا، يصبح التعلم عبئًا.

## الانتباه
الانتباه هو الجزء الأول من التنمية المعرفية، ويتعلق بقدرة الفرد على التركيز والمحافظة على تركيزه، ويتميز عن الصفات المزاجية مثل الثبات والتشتت، بمعنى أن الأخير يغير تفاعل الفرد اليومي مع المحيط. يتضمن الانتباه من جهة أخرى سلوك الفرد عند القيام بمهام محددة. يحدث التعلم، على سبيل المثال، عندما ينتبه الطالب للمعلم. ويرتبط الاهتمام والجهد ارتباطًا وثيقًا بالانتباه، فالانتباه عملية نشطة تشمل الكثير من المنبهات الخارجية. يشمل الانتباه عند أي كائن حي في أي نقطة من الزمن ثلاث دوائر متحدة المركز: ما وراء الوعي، الحدود، والتركيز.
تقول نظرية التطور المعرفي التي تدعى معالجة المعلومات أن الذاكرة والانتباه هما أساس المعرفة. اقتُرح أن انتباه الأطفال يكون انتقائيًا بدايةً ومبنيًا على حالات مهمة للوصول لأهدافهم. تزداد هذه الإمكانية كلما ازداد عمر الطفل إذ يصبح أكثر قدرة على استقبال المنبهات من المهام التي يؤديها. صنف مفهوم آخر الانتباه إلى انتباه ذهني، وانتباه إدراكي حسي. وصف الأول الانتباه المتعلق بالتنفيذ بالـ «الطاقة الدماغية» التي تنشط العمليات المتعلقة بالمهام في الدماغ، أما الانتباه الإدراكي الحسي يكون فوريًا أو عفويًا، ويتعلق الانتباه هنا بالخبرات الإدراكية الحسية الجديدة.

## كيف يحدث التعلم؟
تؤكد نظرية المعرفة بشكل أساسي على اكتساب المعرفة ونمو البنية الذهنية، وتميل نظرية المعرفة للتركيز على تصور عملية التعلم للطالب: كمية المعلومات التي يقوم بتلقيها، كمية المعلومات التي يعالجها وينظمها ضمن مخطط موجود، كمية المعلومات التي يمكن استرجاعها عند الاستذكار. بمعنًى آخر، تسعى نظرية المعرفة لشرح عملية اكتساب المعرفة والآثار التالية في البنى الذهنية في العقل. لا يدور التعلم حول الآلية التي يعمل المتعلم، لكنه بالأحرى يعتمد على ما يعرفه المتعلم سابقًا (معلومات موجودة) وطريقته في تكوين معرفة جديدة (كيف يدمج المعلومات الجديدة مع الأفكار الموجودة سابقًا). اكتساب المعرفة هو نشاط يتوقف على التنسيق الداخلي للبنى الذهنية داخل عقل الطالب. يتضمن صلب نظرية المعرفة أنه يجب على الطالب أن يكون مشاركًا نشطًا في عمليته التعليمية الخاصة. يركز نهج المعرفة بشكل أساسي على النشاطات الذهنية للمتعلم مثل التخطيط الذهني ووضع الأهداف والتخطيط التنظيمي (شيل، 1980). في نظريات المعرفة لا تلعب العوامل المحيطية والعناصر التعليمية وحدها الدور المهم في التعلم. إذ يوجد هناك عناصر مفتاحية إضافية مثل تعلم الترميز والنقل وتكرار التمرين وتخزين واسترجاع المعلومات. تتضمن عملية التعلم أفكار المتعلم ومعتقداته وقيمه السلوكية ( ويننا، 1988).

## ماهو دور الذاكرة؟
تلعب الذاكرة دورًا حيويًا في عملية التعلم. تُخزين المعلومات في الذاكرة بشكل منظم وذي معنى. وهنا يلعب المتعلم والمصمم أدوارًا مختلفةً في عملية التعلم. يبسط المتعلمون التعلم وتنظيم المعلومات بطريقة أفضل، في حين يفترض أن يستخدم المصممون تقنيات متطورة (مثل العلاقات التناسبية والتراتبية) لمساعدة المتعلمين في كسب معلومات جديدة يضيفونها لمعرفتهم السابقة. يعرف النسيان بعدم القدرة على استرجاع المعلومات من الذاكرة. يمكن أن يمثل فقد الذاكرة آليةً تُستخدم لنبذ المعلومات المبهمة بعد تقييم صحة المعلومات المكتسبة حديثًا.

## كيف يحدث النقل؟
تبعًا لنظرية المعرفة، إن كان المتعلم يعرف كيف يطبق المعرفة في مختلف الحالات والشروط، حينها يمكننا القول بأن النقل قد حدث. (سكانك، 1991) يتكون الفهم من المعرفة التي تظهر بشكل قواعد ومفاهيم ومميزات ( دافي وجوناسن، 1991). المعرفة المخزنة في الذاكرة مهمة، واستخدام هذه المعرفة مهم أيضًا. تُستخدم المعرفة السابقة في تحديد نقاط الشبه والاختلاف بينها وبين المعلومات الجديدة.

## ماهي أنواع التعلم التي تم شرحها تفصيليًا في هذا الموقع؟
تشرح نظرية المعرفة غالبًا أنماطًا معقدة من التعلم لها علاقة بالتفسير، وحل المشكلات، ومعالجة المعلومات (سكانك، 1991). يجب التأكيد على حقيقة أن هدف كل وجهات النظر المذكورة آنفًا يعتبر واحدًا، وهو نقل المعرفة عند الطالب بأكثر الطرق فعاليةً وتأثيرًا (بيدنر وآل.، 1991). التبسيط والمعايرة هما تقنيتان تستخدمان لتعزيز كفاءة وفعالية نقل المعرفة. يمكن تحليل المعرفة وتقسيمها وتبسيطها لوحدات بناء أساسية. هناك ترابط مع نموذج السلوكيين لبيئة نقل المعرفة. يؤكد المعرفيون على أهمية استراتيجيات المعالجة الفعالة.

## ماهي المبادئ الأساسية لنظرية المعرفة؟ وكيف ترتبط بالتصميم التعليمي؟
يستخدم السلوكيون التلقيم الراجع (التعزيز) لتغيير السلوك نحو الاتجاه المرغوب به، بينما يستخدم المعرفيون التلقيم في توجيه ودعم الروابط الذهنية المضبوطة (تومسون، سايمون سون.& هارغراف، 1992). لأسباب مختلفة، كان محللو مهام المتعلمين ناقدين لكلا السلوكيين والمعرفيين. ينظر المعرفيون لاستعداد المتعلمين للتعلم (كيف يمكن للمتعلم أن ينشط ويستمر ويوجه تعلمه؟) (تومسون وآل.، 1992).
إضافةً إلى ذلك، يختبر المعرفيون «كيف يصمم» المتعلم تعليمات يمكن استيعابها. (على سبيل المثال، ماذا عن البنى الذهنية الموجودة عند المتعلمين؟).
في المقابل، ينظر السلوكيون لكيفية تحديد المتعلمين للنقطة التي يجب أن يبدأ بها الدرس (على سبيل المثال، في أي مستوى يؤدي المتعلمون بنجاح؟)، وما هي التعزيزات الأكثر فعالية (على سبيل المثال، ما هي أكثر النتائج المرجوة من المتعلم؟).
هناك بعض الافتراضات أو المبادئ التي توجه التصميم التعليمي: المشاركة النشطة للمتعلم في عملية التعليم، ضبط المتعلم، التدريب المعرفي التلوي (مثال، التخطيط الذاتي، مراقبة ومراجعة التقنيات)، استخدام التحليلات التراتبية لتحديد وتوضيح العلاقات الضرورية (عملية تحليل المهمة المعرفية)، تسهيل المعالجة المثلى لبناء وتنظيم وتتابع المعلومات (استخدام استراتيجيات المعرفة مثل التحديد والتلخيص والدمج والتنظيم التمهيدي، إلخ.)، تشجيع الطالب على إنشاء روابط مع المواد التي تعلمها مسبقًا، وتكوين بيئات مناسبة للتعلم (استرجاع المهارات الأساسية، واستخدام أمثلة ذات صلة بالموضوع، وإجراء المقارنات).

## كيف يجب بناء التعلم؟
تركز النظريات المعرفية بشكل أساسي على جعل المعرفة ذات مغزًى، وعلى مساعدة المتعلمين في تنظيم ربط المعلومات الجديدة بالمعارف الموجودة مسبقًا في الذاكرة. يجب أن يعتمد التعليم، حتى يكون فعالًا، إما على التخطيط الموجود عند الطلاب أو على البنى الذهنية. يرتبط تنظيم المعلومات بأسلوب يشمل ارتباطها بالمعارف السابقة بطريقة مجدية. الاستعارات المقارنة هي أمثلة على استراتيجيات المعرفة. تتضمن الاستراتيجيات المعرفية الأخرى استخدام هيكلة وتحديد طرق للاستذكار ووضع خرائط مفاهيم والمنظمين التمهيديين وما إلى ذلك (ويست وفارمر ووولف، 1991).

## اقرأ أيضاً
- عقلانية (علم نفس)
- معرفة (علم نفس)
- علم النفس المعرفي
- علوم استعرافية